# Federico Buyolo García
Federico Buyolo García (Elx, 12 de setembre de 1971) és un pedagog i polític valencià, diputat al Congrés dels Diputats en la X Legislatura.

## Biografia
Llicenciat en Pedagogia i màster de Recerca i innovació educativa per la UNED. Militant del PSPV-PSOE, n'ha estat secretari de mobilització i secretari d'organització provincial a Alacant de 2007 a 2011.
Fou elegit regidor de l'ajuntament d'Elx a les eleccions municipals espanyoles de 2003 i 2007. Fou elegit diputat a les eleccions generals espanyoles de 2011 i de 2012 a 2014 fou secretari segon de la Comissió d'Educació i Esport del Congrés dels Diputats. En juliol de 2015 renuncià al seu escó quan fou nomenat Director General de Cooperació i Solidaritat de la Generalitat Valenciana.
L'agost de 2018 va ser nomenat Director General de l'Alt Comissionat per a l'Agenda 2030 que elabora l'estratègia espanyola que traduïsca aquests ambiciosos objectius en un full de ruta aplicable per institucions públiques, ciutadania i sector privat.